# Sirens (пісня Pearl Jam)
«Sirens» — пісня американського рок-гурту Pearl Jam, другий сингл з альбому Lightning Bolt (2013).

## Історія створення
Музику до пісні написав гітарист Майк Маккріді. Він був вражений виступом Роджера Вотерса в Сіетлі, і вирішив написати щось в стилі Pink Floyd. Першими з'явились два вступні акорди в позиціях C та Am, які він виконав на акустичній гітарі Taylor із каподастром на третьому ладі (тобто насправді вони звучали на півтора тону вище). Слідом за основною частиною було написано передприспів, побудований на акордах G, C та Em, який Маккріді порівнював із легендарною пінкфлойдівською «The Wall». В приспіві до них додаються Dm та F, після чого акорди повертаються до основної частини.
Вокаліст Едді Веддер написав текст до пісні, коли перебував в готелі в Лос-Анджелесі. Він чув сирени на вулиці всю ніч, через що і написав рядок «Я чую сирени все більше та більше в цьому місті». Звідси пішла назва «Sirens».

## Вихід пісні
«Sirens» увійшла до альбому Lightning Bolt та стала другим синглом з платівки після «Mind Your Manners». Вона вийшла 18 вересня 2013 року, за чотири тижні до релізу альбому. Пісня потрапила до цілої низки хіт-парадів в США та інших країнах, зокрема, піднявшись на верхівку чартів часопису «Білборд» US Adult Alternative Songs (3 тижні на першій позиції), Canada Rock (11 тижнів) та Hard Rock Digital Song Sales (5 тижнів).
На пісню було знято музичне відео. Режисером кліпу став Денні Клінч, який працював і над попереднім відео гурту «Mind Your Manners». У ньому гурт виконує композицію на «сцені із сумним та драматичним освітленням».

## Місця в чартах
| Хіт-парад Billboard             | Найвища позиція | На вершині |
| ------------------------------- | --------------- | ---------- |
| Active Rock                     | 10              |            |
| Adult Alternative Airplay       | 1               | 3 тижні    |
| Adult Pop Airplay               | 34              |            |
| Alternative Airplay             | 4               |            |
| Alternative Digital Song Sales  | 6               |            |
| Billboard Canadian Hot 100      | 31              |            |
| Billboard Hot 100               | 76              |            |
| Canada All-Format Airplay       | 29              |            |
| Canada Rock                     | 1               | 11 тижнів  |
| Canadian Digital Song Sales     | 18              |            |
| Digital Song Sales              | 29              |            |
| Hard Rock Digital Song Sales    | 1               | 5 тижнів   |
| Heritage Rock                   | 12              |            |
| Hot Rock & Alternative Songs    | 11              |            |
| Hot Rock Songs                  | 11              |            |
| Italy Digital Song Sales        | 10              |            |
| Mainstream Rock Airplay         | 6               |            |
| Rock & Alternative Airplay      | 4               |            |
| Rock Digital Song Sales         | 7               |            |
| Інформація станом на 16.08.2022 |                 |            |